# Region Orlicko-Třebovsko
Region Orlicko-Třebovsko je dobrovolný svazek obcí v okresu Svitavy a okresu Ústí nad Orlicí, jeho sídlem je Ústí nad Orlicí a jeho cílem je realizace strategického plánu trvale udržitelného rozvoje regionu svazku obcí a dalších aktivit v˙oblasti ekonomického rozvoje, rozvoje venkova, kvality života, ochrany životního prostředí, rozvoje cestovního ruchu, propagace regionu a vytváření příznivých vnitřních a vnějších vztahů schválených orgány svazku obcí. Svazek obcí může vyvíjet vlastní hospodářskou činnost. Sdružuje celkem 22 obcí a byl založen v roce 2001.

## Obce sdružené v mikroregionu
- Brandýs nad Orlicí
- Česká Třebová
- České Libchavy
- Dlouhá Třebová
- Dolní Dobrouč
- Hnátnice
- Hrádek
- Jehnědí
- Němčice
- Orlické Podhůří
- Přívrat
- Rybník
- Řetová
- Řetůvka
- Semanín
- Sloupnice
- Sopotnice
- Třebovice
- Ústí nad Orlicí
- Velká Skrovnice
- Voděrady
- Žampach